# Magic: El encuentro
Magic: The Gathering, frecuentemente abreviado como Magic, MTG y Cartas Magic, es un juego de cartas coleccionables diseñado en 1993 por Richard Garfield, profesor de matemáticas, y comercializado por la empresa Wizards of the Coast. Magic es el primer ejemplo de juego de cartas coleccionables moderno, con más de seis millones de jugadores en cincuenta y dos países diferentes. Magic puede ser jugado por dos o más jugadores, cada uno de ellos usando un mazo individual. También existen varias versiones digitales que pueden jugarse en línea, en videoconsola o PC.
Cada partida de Magic representa una batalla entre poderosos magos (en el juego conocidos como planeswalkers), en el que cada uno de estos es uno de los jugadores de la partida. Los jugadores pueden usar hechizos (conjuros, artefactos, tierras, criaturas fantásticas, etc.), representados individualmente en cada carta, para derrotar a sus oponentes. De este modo, el concepto original del juego se inspira de forma notable en los duelos de magos típicos de los juegos de rol tradicionales, como Dungeons & Dragons. La estructura del juego reemplaza los útiles usados en los juegos de aventura de papel y lápiz por una gran cantidad de cartas y unas reglas más complejas que la mayoría de otros juegos de cartas.
Un sistema organizado de torneos y una comunidad de jugadores profesionales se ha desarrollado alrededor del juego, así como un mercado secundario de cartas. Las cartas de Magic son valoradas no solo por su escasez, sino también por su valor en el juego, su antigüedad, por ser cartas de "culto" o por el valor estético de las ilustraciones.
En 2025 accedió al salón de la fama de BoardGameGeek como uno de sus veinticinco primeros juegos seleccionados 

## Forma de jugar

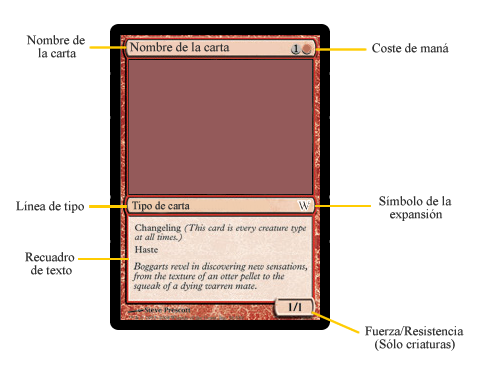
Partes de una carta de Magic.

En Magic: The Gathering cada jugador, debe derrotar a su enemigo usando sus poderes: criaturas mágicas, artefactos, y encantamientos, extrayendo el poder o maná de sus tierras, algunas también con sus propios poderes. El juego fue ideado para dos jugadores, aunque se han agregado nuevas reglas para jugar con más participantes, casi siempre en números pares ya que si es un número impar, por ejemplo tres jugadores, puede darse la posibilidad que dos se alíen para derrotar al otro, lo que constituye una práctica incorrecta.
Cada jugador empieza con veinte puntos de vida y un mazo («biblioteca») de al menos sesenta cartas (en algunos torneos especiales está permitido usar mazos de cuarenta), de las cuales aproximadamente (por consideraciones estratégicas) un tercio son tierras productoras de maná, la energía requerida para jugar las demás cartas. Las que no son tierras se pueden agrupar colectivamente como hechizos. Requieren una determinada cantidad de maná para ser jugadas, generalmente una combinación de maná de un solo color e incoloro. Se dividen en las cartas que generan un efecto permanente (criaturas, encantamientos, artefactos e incluso las tierras son permanentes existentes en juego) y las que van al cementerio (por norma general) después de ser usadas (instantáneos y conjuros).
Un jugador pierde cuando se queda sin puntos de vida, cuando intenta robar una carta y su biblioteca está vacía, si obtiene diez contadores de veneno o si la condición de alguna carta así lo indica. El último jugador que queda es el ganador, aunque existen cartas que indican nuevas formas de ganar una vez que un jugador las pone en juego, como ganar la partida si ese jugador consigue determinados puntos de vida o si consigue tener en juego cierto número de criaturas, también existen habilidades por las cuales un jugador no puede perder una partida por determinada circunstancia, como por ejemplo: no puede perder si se queda sin puntos de vida o no puede acumular contadores de veneno.
Aunque el juego fue ideado para 2 o más jugadores, existen reglas creadas por jugadores que permiten el juego en solitario, bien sea jugando un símil de solitario, o jugando una Campaña donde el jugador ha de atravesar cuatro escenarios hasta llegar a hacerse con el poder de la Joya de Eregorn.

### Conceptos básicos
- Biblioteca. Es el mazo del cual roban los jugadores durante la partida. Las cartas están boca abajo y ningún jugador puede ver su contenido ni manipularlas, excepto por las cartas que así lo permitan.

- Cementerio. Es el lugar donde van a parar las cartas que han sido destruidas, contrarrestadas, descartadas o que ya hayan cumplido sus efectos, tales como conjuros e instantáneos.

- Mano. Está formada por un máximo de 7 cartas y no se puede ver la del contrario, excepto las cartas que así lo permitan. Si al finalizar el turno, la mano es superior a 7 cartas, deben hacerse descartes.

- Pila. Los hechizos y habilidades existen en la pila. Esperan allí para resolverse hasta que ambos jugadores eligen no jugar nuevos hechizos o habilidades. Luego el último hechizo o habilidad puesto en la pila se resuelve, y los jugadores tienen una nueva oportunidad de jugar hechizos y habilidades. Esta zona es compartida por ambos jugadores.

- Exiliar o remover del juego: Si una carta, debido a un hechizo o habilidad es removida o exiliada del juego no va al cementerio y no puede volver, excepto por otras que lo permitan.

### Colores
En Magic hay cinco colores diferentes: blanco, azul, negro, rojo, y verde, cada uno con un significado y personalidad diferente. Cada color representa un estilo de magia.
- Blanco (su símbolo es un sol): es el color de la luz, la justicia, y el orden (pero no necesariamente el bien). Este color juega especialmente con hechizos para aumentar la vida, fuerza y resistencia a sí mismo. Este color se especializa en poner reglas adicionales al juego, el uso de criaturas débiles pero en gran número y/o potenciadas para abrumar al adversario; también es común ver en sus criaturas tener algún tipo de protección contra algún color, criatura, encantamiento, etc., así como infligir daño a las criaturas atacantes o bloqueantes. Son características las habilidades de vínculo vital, vigilancia, dañar primero, y una cantidad considerable de criaturas voladoras. Los tipos de criaturas que destacan de este color son: clérigos, caballeros, soldados, ángeles y grifos. Tierra correspondiente: Llanura.

- Azul (su símbolo es una gota): es el color del conocimiento, el control, y el engaño. Este color se especializa en el robo de cartas adicionales, regresar permanentes a la mano de su propietario, el contrarrestar hechizos, y "milear" (que significa tirar cartas de la parte superior de la biblioteca hacia el cementerio, este nombre se deriva de una carta artefacto llamada ''Millstone'' que tiene básicamente ese propósito y el término es aceptado y usado en otros juegos similares de cartas), tomar el control de permanentes, el copiar de hechizos de conjuro o instantáneo. En este color se encuentran la mayor cantidad de criaturas voladoras e imbloqueables. Las criaturas que destacan en este color son: hechiceros, ilusiones, leviatanes, aves, hadas, tritones, esfinges y elementales. Tierra correspondiente: Isla.

- Negro (su símbolo es un cráneo): es el color de la oscuridad, la avaricia, el poder, la corrupción y la muerte (pero no necesariamente el mal). Este color tiene capacidades variadas y potenciadas a las de los demás colores, pero tienen un coste mayor o tienen un efecto perjudicial para quien las usa. Un ejemplo es que hay cartas negras que te permiten robar cartas adicionales, pero se pierde vida por cada carta robada. Las especialidades de este color suelen ser que los jugadores pierdan vida, retornar cartas del cementerio al juego (no necesariamente del cementerio correspondiente), destruir criaturas sin posibilidad de regeneración así como la misma regeneración. En resumen, la obtención de un enorme poder autodestructivo, que debe usarse con cuidado. Las habilidades casi exclusivas de este color son la habilidad de inspirar temor, amenaza y toque mortal (aunque este también aparece bastante en verde). Las criaturas que destacan son: zombis, vampiros, clérigos (oscuros), asesinos y Demonios. Tierra correspondiente: Pantano.

- Rojo (su símbolo es una llama): es el color de la guerra, el caos, el desorden, la furia, la pasión, la violencia y el fuego. Este color se especializa en causar daño constante mediante hechizos o habilidades y subir estatus de poder. Su estrategia suele ser atacar rápidamente al rival para intentar ganarle antes de que pueda defenderse. También es un factor importante la destrucción de tierras y artefactos. Otro punto importante de este color es el hecho de que hay cartas que te permiten copiar hechizos de conjuro o instantáneo, tomar temporalmente el control de criaturas, el descarte de la mano para después robar la misma cantidad y dar una segunda fase de combate. Las habilidades comunes en este color son prisa, la capacidad de dañar dos veces y dañar primero. Las criaturas que destacan en este color son: dragones, trasgos, chamanes, bestias, guerreros, bárbaros, ogros y elementales. Tierra correspondiente: Montaña.

- Verde (su símbolo es un árbol): es el color de la vida, la armonía y la naturaleza. Este color se especializa en la creación de criaturas de gran tamaño o de tamaño pequeño pero a gran escala; también el de fortalecer a las criaturas, destrucción de encantamientos y artefactos y el uso de maná o tierras adicionales. En este color hay muy pocas criaturas voladoras, a cambio se especializa en eliminarlas. Las habilidades comunes de este color son: la habilidad de alcance, arrollar, toque mortal y velo. Las criaturas que destacan son: elfos, bestias, sierpes, lobos y druidas. Tierra correspondiente: Bosque.

Excepciones:
- Incoloras o vacío: Este tipos de cartas no tienen color y mayormente son tierras, artefactos o criaturas Eldrazi. Al contrario del resto de los colores, las cartas incoloras no tienen una personalidad asociada o un estilo de juego. A veces las cartas incoloras imitan las mecánicas de un color en particular de manera menos eficiente. Con el lanzamiento de la expansión Levantamiento de los Eldrazi, se introdujeron por primera vez en grandes cantidades cartas incoloras que no son ni tierras ni artefactos. En 2015 en la Batalla por Zendikar, nuevamente se imprimieron este tipo de cartas con la habilidad de vacío.[6]

- Multicolores: Son cartas de más de un color (se pagan con tierras distintas). Normalmente tienen características y habilidades de todos sus colores. Tienen un borde dorado. A partir del bloque de Ravnica, se introdujeron al juego las cartas híbridas. Tienen costes de maná "mitad y mitad" (cada maná "mitad y mitad" puede ser pagado con uno de los dos colores indicados). A pesar de no contener el borde dorado (tienen ambos colores de borde), se consideran multicolores.[7]

### Construyendo mazos
Un jugador necesita un mazo antes de que pueda jugar una partida de Magic. Los principiantes usualmente comienzan con un mazo preconstruido. En muchos formatos de juego, los jugadores pueden modificar sus mazos con cualquiera de las cartas que posean, según la técnica del contrincante, su estilo de juego, o incluso anticiparse al mazo de un oponente.
En general, los mazos deben estar compuesto por un mínimo de sesenta cartas. Los jugadores no pueden usar más de cuatro copias de cualquier carta, con excepción de las llamadas «tierras básicas», que actúan como una fuente estándar de recursos en Magic. Estas dos reglas son menos flexibles en los formatos "limitados", donde el tamaño mínimo de mazo es de cuarenta cartas. Dependiendo del tipo de juego, algunas cartas más poderosas son "restringidas", esto es, solamente una sola copia es permitida por cada mazo; o "prohibidas", es decir, su uso no está permitido.
La decisión acerca de qué colores usar es parte importante en el proceso de crear un mazo. Los hechizos en Magic vienen en cinco colores distintos, cada uno con sus fortalezas y debilidades; de ahí que el jugar con más de un color puede ayudar a dar más versatilidad y mejor rendimiento a un mazo. Sin embargo, el reducir el número de colores usados incrementa notablemente las posibilidades de robar las tierras que se necesitan para jugar los hechizos más importantes. Por tanto, en la práctica, los mazos de uno o dos colores son los más comunes, los mazos de tres, cuatro o incluso cinco colores pueden ser exitosos si están bien diseñados.

#### Banquillo
Como ya se ha mencionado anteriormente, un mazo está compuesto por un mínimo de 60 cartas, pero adicionalmente un jugador puede crear un "banquillo" o sideboard de cartas que se pueden intercambiar por cartas del mazo principal. Durante los torneos por norma oficial para poder ganar una ronda se requiere ganar dos de tres partidas (o al mejor de cinco en competiciones de alto nivel. Por ej.: a partir de los cuartos de final en los Pro Tour), aquí es cuando entra el uso del banquillo. El banquillo está conformado principalmente por cartas cuyos efectos son muy circunstanciales/específicos y que serían muy útiles en unas ocasiones mientras que en otras solo estorbarían. Después de la primera partida, ya sabiendo a que clase de mazo se enfrentan los jugadores, se les permite modificar sus mazos con el banquillo que traigan (así sepan de antemano a que mazo se enfrentaran no pueden realizar modificaciones en la primera partida), un ejemplo de esto es que si un jugador se enfrenta a un mazo negro, y en su banquillo tiene cartas con protección contra negro, después de la primera partida podrá integrar esas cartas a su mazo y retirar otras que no le son útiles contra ese mazo. El banquillo, con las nuevas normas, puede tener hasta quince cartas y no es necesario incluir el mismo número de cartas que se sacan del mazo en los cambios.

### Tipos de cartas
Existen diversos tipos de cartas que realizan diferentes efectos a lo largo de la partida:
- Tierras. Son permanentes (pero no hechizos) que se ponen en juego para producir maná. Solamente puede lanzarse en el turno del jugador y una por cada uno.
- Criaturas. Son hechizos permanentes que pueden atacar o bloquear. Todas tienen una fuerza y resistencia. Las criaturas pueden atacar directamente al jugador enemigo, y a su vez, pueden ser bloqueadas por las criaturas del otro jugador. Sufren de mareo de invocación, lo que significa que nada más ser puestas en juego no pueden atacar o usar sus habilidades.
- Encantamientos. Son hechizos estables de carácter permanente cuyos efectos duran hasta que estos sean sacrificados o destruidos.
- Conjuros. Son hechizos que únicamente se pueden usar en el turno del jugador, una vez producidos sus efectos van al «cementerio».
- Instantáneos. Similares a los conjuros, estos pueden usarse en cualquier momento, incluido en el turno del otro jugador. También van al «cementerio» una vez realizados sus efectos.
- Artefactos. Son objetos permanentes que producen sus efectos mientras permanezcan en el juego. Algunos de ellos, llamados equipos, se pueden anexar o desanexar a criaturas, produciendo habilidades y/o fortaleciendo a las mismas.
- Planeswalker. Son permanentes con unas habilidades muy poderosas. Pueden ser atacados pero no atacar. Entran con una serie de puntos de lealtad, que pueden aumentarse al jugar ciertas habilidades pero disminuir al usar otras o ser atacados. Cuando sus puntos de lealtad lleguen a 0, van al «cementerio».

## Juego organizado
Wizards of the Coast organiza todo tipo de reuniones, desde torneos locales hasta torneos profesionales (llamados Pro Tours) donde es necesaria una invitación para poder participar. También existen campeonatos regionales, nacionales y un mundial, que se celebran anualmente.

### DCI
Una organización llamada Duelist Convocation International (DCI) es la encargada de establecer las reglas oficiales, proporcionar los mecanismos para organizar y sancionar todos estos torneos, organizar el colectivo de jueces oficiales de torneo, etc.

### Tipos de Formatos

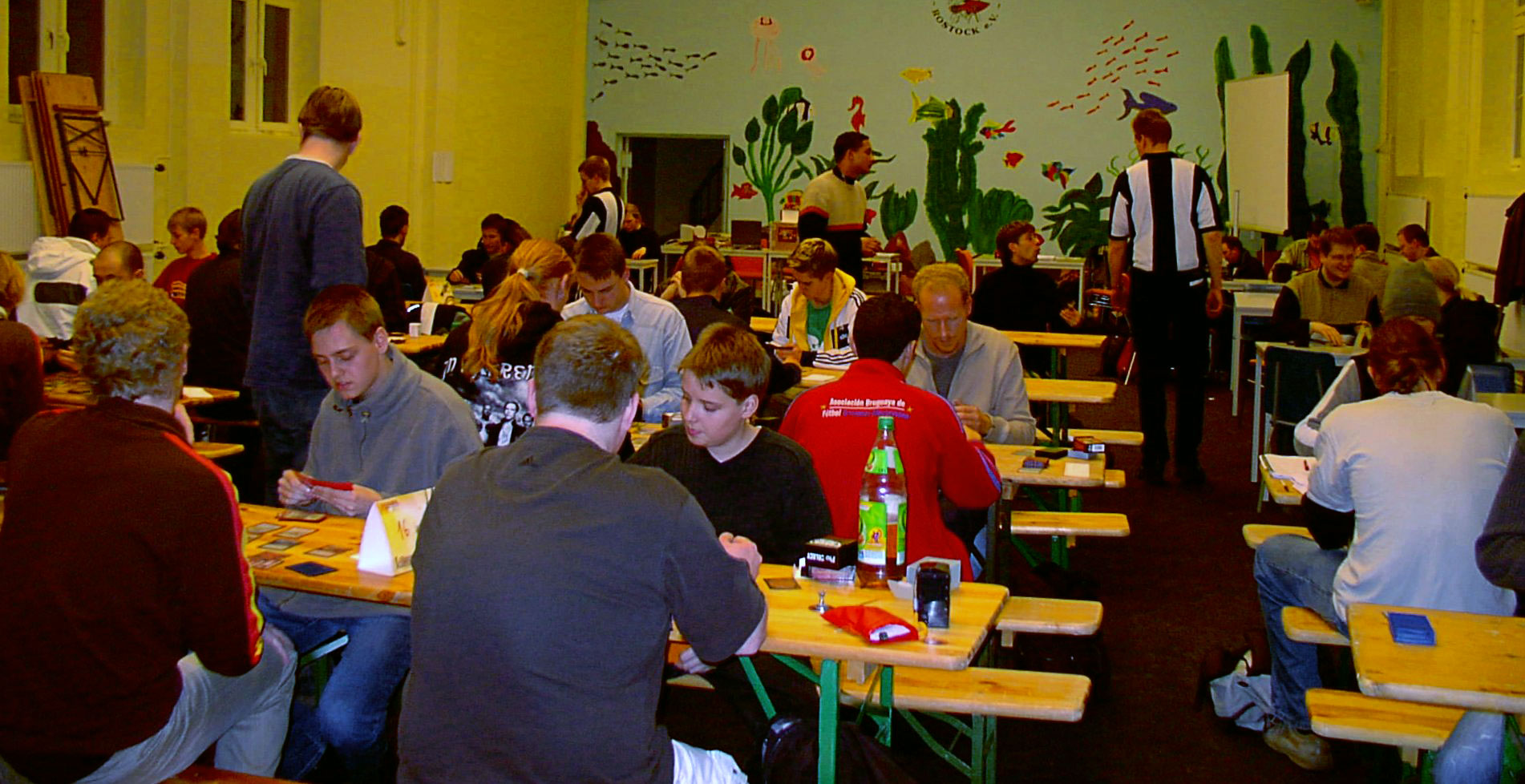
Un torneo de Magic jugándose en Rostock, Alemania

Existen varios tipos de formatos en función de las cartas que están permitidas en el juego. Según el tipo de torneo, podrán existir algunas cartas restringidas (es decir, se puede emplear solo una copia de ellas en un mazo) y otras prohibidas. De las demás (salvo las tierras básicas) se pueden emplear hasta cuatro copias en un mismo mazo.
Los torneos se agrupan en tres tipos:
- Eternal. En este tipo de torneos se pueden utilizar todas las cartas existentes (salvo restricciones). Dentro de esta categoría tenemos:
  - Tipo 1 o Vintage. Se permite jugar con todas las cartas de todas las expansiones editadas respetando la lista de cartas restringidas y prohibidas.
  - Tipo 1,5 o Legacy. Tiene una lista de cartas prohibidas, pero no de restringidas, es decir, si una carta está permitida, se pueden jugar cuatro.
- Construido: Se permite jugar solo con cartas de determinadas ampliaciones (normalmente las más recientes), que rotan periódicamente, con una lista de cartas prohibidas. Dentro de esta categoría tenemos:
  - Modern. Es el formato construido más amplio, que incluyen desde la edición Mirrodin hasta la última expansión del último bloque (actualmente, marzo de 2020, Theros, más allá de la muerte)
  - Tipo 2 o Estándar. Se permite jugar únicamente con las cartas de las expansiones lanzadas en los últimos dos años. Actualmente (marzo de 2020): Lealtad de Rávnica, Guerra de la chispa, Colección básica 2020, El trono de Eldraine y Theros, más allá de la muerte.
  - Bloque. Solo se permiten cartas del último bloque que salió al mercado.

Un bloque consta de 2 o 3 expansiones(ediciones o series) de cartas que llevan la misma trama histórica en el universo de Magic y se editan habitualmente un bloque al año.
- Limitado. En juego limitado, cada jugador construye su mazo en el momento con una cantidad de sobres. En otras palabras, tu mazo se construye a partir de un conjunto limitado de cartas. Cada mazo debe tener al menos 40 cartas. Las únicas cartas con las que puedes jugar son las que abriste en esos sobres, más cualquier cantidad de tierras básicas.[12]  Aquí tenemos:
  - Mazo Cerrado. En este formato limitado, construyes un mazo con sobres nuevos. Cada jugador abre seis sobres de 15 cartas y construye un mazo de al menos 40 cartas usando las cartas de sus sobres y cualquier cantidad de tierras básicas.
  - Booster Draft. En este formato limitado eliges las cartas con las cuales construirás tu mazo. Cada jugador empieza con tres sobres cerrados de 15 cartas. Cada jugador abre su primer paquete, elige una carta y pasa el resto a la izquierda. No muestres a nadie tus elecciones o lo que hay en los sobres. Elige una carta de cada sobre que te pasan y pasa el resto a la izquierda hasta que se hayan elegido todas las cartas. Repite este proceso con el segundo sobre, pero pásalo a la derecha. Para el último paquete, pásalo nuevamente a la izquierda. Usa tus cartas elegidas más cualquier cantidad de tierras básicas para construir un mazo de 40 cartas.

Como recomendación a los jugadores nuevos aunque la regla dice que se pueden jugar más de 40 cartas en los formatos limitados, lo ideal es jugar las 40 cartas exactas y no más de 3 colores para tener un mazo más competitivo.

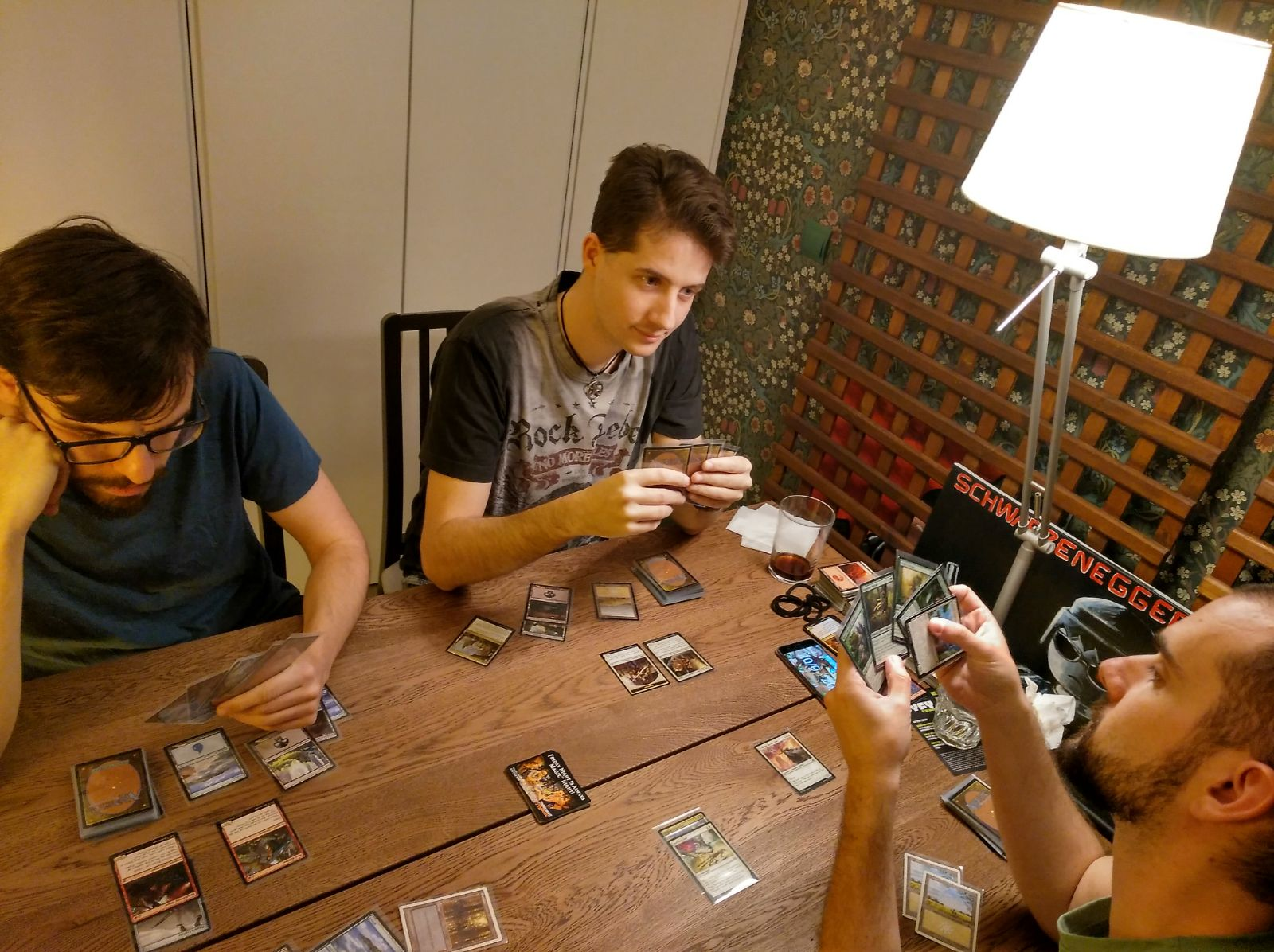
Un grupo de jugadores compitiendo en la modalidad "draft" en la que, con sobres nuevos, improvisan los mazos antes de la partida

También existe otra clasificación de los tipos de torneo, según el nivel de competitividad:
- Nivel regular: los hay desde torneos encontrar jugadores profesionales, son los «prelanzamientos» (Prerelease) y los «lanzamientos» (Release).

- Nivel competitivo: son torneos que cualquier persona puede jugar, pero ofrecen unas premiaciones considerables, en algunos casos dinero en efectivo y en otros casos tickets aéreos ida y vuelta a un lugar del mundo. Aquí encontramos torneos como: "Prueba de Grand Prix" (Grand Prix Trial), "Clasificatorios al Pro Tour" (PTQ, Pro Tour Qualifiers), y "Campeonatos Nacionales" (Nationals). Los torneos mencionados son realizados en todo el mundo, pero también existen otros torneos de nivel medio que solo se realizan en ciertos lugares (Norteamérica y Japón principalmente) como los Champs, los City Champs, entre otros.

- Nivel profesional: No cualquier persona puede participar en un torneo profesional, solo se admiten jugadores invitados. Se puede obtener invitación de varias formas, por ejemplo ganando un "Clasificatorio al Pro Tour" o un "Campeonato Nacional". También se puede obtener invitación por estar entre los mejores jugadores de un área (Por ejemplo, al Campeonato Mundial de París 2006 se invitó a los 50 mejores jugadores de Latinoamérica según la DCI); por ser uno de los mejores jugadores de un formato específico (Por ejemplo al Pro Tour Kōbe 2006, se invitó a los 100 mejores jugadores de "Limitado" en el mundo); por excelentes participaciones anteriores en Torneos Profesionales (Por ejemplo, al Pro Tour Ginebra 2007 se invitó a los jugadores que terminaron entre los 50 mejores en el Campeonato Mundial del 2006); y por pertenecer al "Club de Jugadores Profesionales" (Pro Players Club). Los torneos profesionales entregan premios de más de 240 000 dólares, repartidos entre los primeros 75 en formato individual.

### Otros formatos
Los jugadores a veces juegan formatos casuales a partir de distintos criterios. Por ejemplo: jugar únicamente con cartas comunes para limitar el costo del mazo, jugando con cartas de un solo bloque a elección o bien adoptando uno de los formatos sancionados y modificar su lista de cartas prohibidas.
"Commander" (conocido anteriormente como EDH - Elder Dragon Highlander) es un formato casual donde los jugadores eligen una criatura legendaria o un planeswalker que se denomina, "comandante". Luego el mazo se arma con 99 cartas que no pueden ser repetidas (excepto tierras básicas o cartas que contradigan esta regla) que deben tener la entidad de color del comandante. Desde hace algunos años "Commander" fue homologado por Wizards. La lista de baneos está regulada por un ente no oficial. Wizards of the Coast lanza mazos de commander prearmados una vez por año.

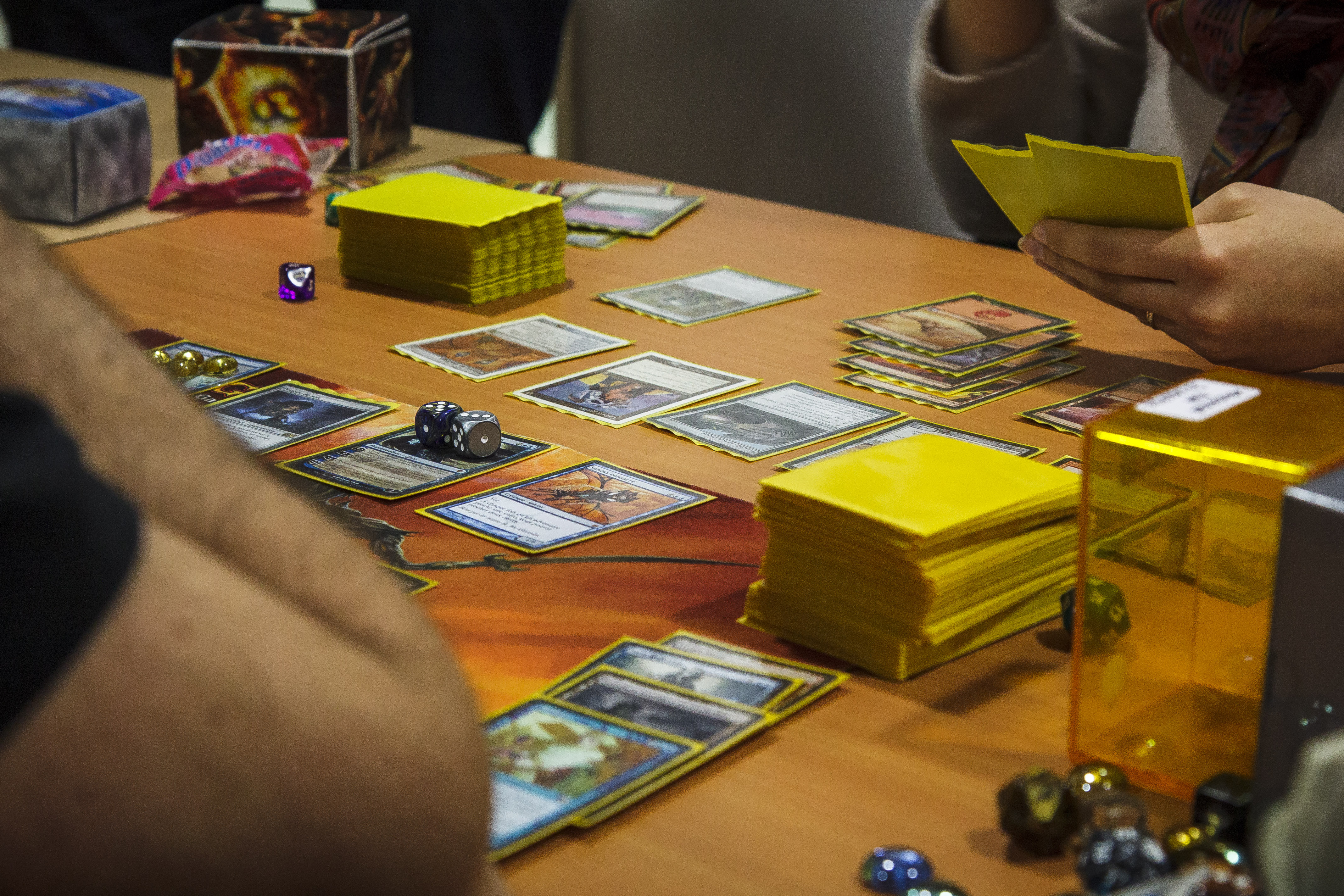
Partida de Commander

Otro formato muy popular para jugar limitado es el "Cubo". Tiene una estructura similar al "Booster Draft", solo que los jugadores utilizan una colección de cartas preseleccionadas en lugar de utilizar sobres sellados.

## Mercado secundario
Aunque Wizards of the Coast solo vende cartas en sobres y mazos, existe un mercado activo de cartas sueltas entre los jugadores y en muchas tiendas especializadas. Los precios de las cartas dependen, en buena medida, de su utilidad y su rareza (en los sobres vienen 11 Comunes, 3 Infrecuentes, 1 Rara y, ocasionalmente en las nuevas ediciones, una Mítica o Mythic Rare). Las cartas comunes suelen costar 0,08 €, y a veces superan los 0,30, mientras que las infrecuentes suelen costar entre 0,50 y 1 €. Las cartas raras, sin embargo, tienen precios muy superiores, a partir de 1 o 2 euros en adelante. Muchas cartas raras y algunas infrecuentes particularmente útiles o antiguas, y necesarias en la mayoría de mazos competitivos, cuestan más de 30 €.
Hay más de cien cartas que se venden unitariamente por más de 100 €, desde muchas pertenecientes a las primeras ediciones (Alfa/Beta, Legends, Antiquities...) a algunas más recientes debido al nuevo tipo de rareza, "Mythic Rare", que las hace aparecer de forma ocasional en los sobres. Hoy en día, la versión Alfa firmada por el artista de la carta Black Lotus es considerada la carta Magic no promocional más cara jamás impresa, sin contar las cartas con fallos de impresión.
Hay una edición especialmente costosa, la llamada Summer Magic, una tirada concreta de Revised Edition (Tercera Edición Core) que fue retirada del mercado antes de vender poco más de unos cientos de sobres; esta edición incluye las cartas legales más caras de la historia del juego, alcanzando más de 100€ una simple carta común (que normalmente vale céntimos de euro) y más de 8000€ si hablamos de la tierras dobles, debido a la extrema escasez de estas cartas y la casi imposible dificultad para encontrarlas en el mercado secundario.
Existen también tres rarísimas cartas creadas directamente por Richard Garfield que, aunque no son legalmente jugables en torneos, están valoradas a precios muy superiores. Dos de estas cartas fueron editadas para conmemorar el nacimiento de sus respectivos hijos y hay 100 copias de cada una de ellas. La tercera fue creada para declararse y solo existen 2 copias de las mismas.
Las cartas más antiguas tienen un precio más alto, influido por la fuerte especulación que existe en el mercado, donde operan brokers dedicados exclusivamente a la compra y venta de cartas.  Debido a la aparición tanto de personas como empresas dedicadas a esta actividad, muchas cartas han sufrido un enorme incremento de su precio sin necesidad de ser exclusivas o de las primeras ediciones. Un ejemplo de esto es el Targmogoyf, donde en 2007 su precio era de 10€, y aunque ha sido reeditado en diversas ocasiones, su precio de mercado es de 45€.
Existen varios medios donde se puede buscar la «cotización» de las cartas de Magic, pero hay que tener en cuenta que puede depender fuertemente del país donde uno se encuentre. En algunos casos la cotización de las cartas se ve influenciada por los intereses de las entidades que controlan el mercado. Por ejemplo, si una revista que publica los precios de las cartas, a la vez se dedica a venderlas, adjudicará un precio menor a las cartas que no abunden en su "stock". En cualquier caso, la gente que habitualmente juega torneos y comercia con cartas sabe el valor real de estas, siendo el precio dictado por algunos medios una simple orientación.
A medida que salen a la venta nuevas ediciones, a veces se van reeditando cartas antiguas. Si una carta es cara porque es útil, la reedición suele hacer que suba el precio de la carta original, porque hay más formatos de torneos en que se puede jugar con ella y por tanto tendrá una mayor demanda entre los jugadores. Sin embargo, si su precio se debe al coleccionismo que suscita, una reedición bajará el precio de la carta original, porque ya no es tan escasa.
Para proteger el valor de algunas cartas antiguas y muy deseadas, Wizards of the Coast ha formulado una política oficial de reediciones, que incluye una lista de cartas que han declarado no volver a editar; en total unos pocos cientos de cartas, desde Alfa/Beta hasta Destino de Urza, con el fin de proteger los intereses del coleccionista.  Algunas de estas cartas son las pertenecientes al Power Pack (Black Lotus, los cinco Mox, Ancestral Recall, Timetwister y Time Walk), las diez Tierras Dobles originales, el Bazaar of Baghdad y la Mishra's Workshop.

## Aspectos polémicos

### Coste del juego
Con tres o cuatro expansiones nuevas por año, muchos jugadores critican el hecho de que se requiere una importante inversión para mantener una colección de cartas que sea competitiva o completa. El principal formato competitivo, Estándar o Tipo 2, solo usa cartas del último bloque completo (un bloque es un conjunto de tres expansiones consecutivas con temas y mecánicas comunes. Ej: Bloque Kamigawa - Campeones de Kamigawa, Traidores de Kamigawa y Salvadores de Kamigawa-), el bloque de la última expansión impresa y el último Core Set («baraja principal», por ejemplo la de la novena edición); de esta forma se obliga a los jugadores que juegan competitivamente a tener las últimas cartas que van saliendo. Otros formatos como Extended (Tipo 1.X), Legacy (Tipo 1.5) y Vintage (Tipo 1) oficiales), compran los mazos de torneo con bordes dorados (que también están prohibidos en torneos oficiales debido a que son relativamente muy baratos y a que contienen muchas cartas raras y caras)algunos jugadores con escasos recursos utilizan proxis o usan alguno de los programas para jugar en línea a Magic, como el Apprentice, el Magic Workstation o el OCTGN.

### Precio frente a habilidad
Debido a lo mencionado anteriormente, se critica que en estos tipos de juegos en muchas ocasiones los jugadores, más que enfrentarse en un duelo de habilidades, se enfrentan en un duelo entre los precios de las barajas; ya que muchas de las cartas necesarias para que un mazo sea competitivo son de un gran valor (y asimismo de una gran importancia). Así, se limita el acceso al juego competitivo a personas que, aunque jueguen bien no pueden acceder a las cartas más caras, y de esta forma, los jugadores que cuentan con más dinero son los que obtienen más ventaja, y no los que cuentan con más habilidad. Aun así, el hecho de manejar una baraja de mayor precio, no asegura una victoria, puesto que el factor habilidad y la picardía del jugador, aunque parezcan menos importantes, son unas bazas grandes a la hora de desenvolverse en partidas de torneos.

### Continuas actualizaciones
Las actualizaciones de juego, con continuas expansiones y sagas, las cuales tienen nuevas habilidades, estrategias y tipos de cartas, que a su vez, desfasa otras cartas, habilidades y estrategias, hace que a los jugadores que dejen el juego durante años, les cueste volver a retomarlo. Los cambios que ha ido sufriendo el juego a lo largo de los años, hacen que algunos jugadores estén completamnete descontextualizados y sientan que estén ante un juego nuevo.

### Suerte y habilidad
Magic, como muchos otros juegos, combina azar y suerte con habilidad y talento. Una queja común es, sin embargo, de que hay mucha suerte involucrada con el recurso básico del juego: las tierras. Muchas tierras o muy pocas (“Mana Flood” o “Mana Screw” en la jerga del juego respectivamente) en el inicio del juego principalmente, pueden arruinar la posibilidad que el jugador tiene de alcanzar la victoria sin que siquiera haya cometido un error. Una respuesta común a esta queja es que la influencia de la suerte en el juego puede ser minimizada armando apropiadamente un mazo sólido que haya sido probado extensivamente. Una cantidad precisa de tierras y buenas técnicas de mezclado del mazo pueden reducir la posibilidad de cualquier problema de maná. También hay cartas que son muy utilizadas y que tienen por objeto reducir la dependencia al maná del jugador. La cantidad de tierras en la mayoría de los mazos competitivos varía de 18 a 26 (un promedio de 22 o 21 tierras por mazo), aunque el uso de ciertos hechizos (como Seething Song Archivado el 28 de febrero de 2009 en Wayback Machine.), de artefactos (talismanes de Mirrodin o los Moxes de Alfa/Beta), de criaturas (como las Aves del Paraíso o los Elfos De Llanowar) o de tierras especiales (las Watery Grave Archivado el 27 de noviembre de 2007 en Wayback Machine., Windswept Heath Archivado el 30 de septiembre de 2007 en Wayback Machine. o Underground River Archivado el 30 de septiembre de 2007 en Wayback Machine.) y el costo relativo de los principales hechizos de un mazo pueden aumentar o bajar sustancialmente la cantidad de tierras requeridas (Ej: Un mazo con hechizos de un solo color y de muy bajo coste necesita menos tierras que un mazo de muchos colores y hechizos más costosos).
La llamada «regla del Mulligan» fue introducida posteriormente al juego, primero como una opción para partidos informales y más tarde en las reglas oficiales del juego. La regla moderna del Mulligan permite a los jugadores que no estén satisfechos con su mano inicial poder mezclarla en el mazo y luego robar de nuevo una mano inicial pero con una carta menos. Esto se puede repetir cuantas veces se desee, pero cada vez que se lo haga se deberá robar una carta menos (primero seis, luego cinco, luego cuatro y así sucesivamente). Generalmente, se considera como una «buena mano» a una en la cual se tiene tres o cuatro tierras; y en muy raros casos se utiliza la regla del Mulligan más de 2 o 3 veces (ya que a la segunda vez que se la utiliza se roban solo 5 cartas). Una reciente actualización de esta regla indica que ambos jugadores tienen que hacer mulligan simultáneamente Esto no se refiere a que ambos jugadores deban coincidir en querer hacer mulligan, si no a que deben decidir si van a hacer mulligan o no en el mismo momento, empezando por el jugador que va a empezar la partida. Anteriormente hasta que el jugador que iba a comenzar la partida no terminaba de hacer sus mulligan, el otro jugador no podía realizar sus mulligan. Con este anterior sistema se perdía mucho tiempo en establecer la mano inicial.
La vieja regla de Mulligan, todavía usada ocasionalmente en ciertos círculos de juego casual y en algunas partidas multijugador por internet, permite robar de nuevo siete cartas (una sola vez, luego normalmente) si la mano inicial contiene cero, una, seis o siete tierras. Una excelente fuente de información sobre el Mulligan puede encontrarse en el artículo de Mark Rosewater: “Starting Over”.
Recientemente se ha añadido una nueva regla al Mulligan que consiste en una vez acabado el proceso de mulligan, si tienes menos cartas de las iniciales puedes hacer scry de 1, es decir, después de hacer los mulligans que consideres necesarios, puedes ver la primera carta de la biblioteca y devolverla a la parte de arriba o ponerla en el fondo.
Con la colección M20 la regla del Mulligan ha vuelto cambiar. Este nuevo mulligan se probó en el Mythic Championship II de Londres y en Magic Online (London Mulligan). Básicamente, cada vez que hagas mulligan, robas hasta siete cartas y luego pones una cantidad de cartas de tu mano igual a la cantidad de veces que has hecho mulligan durante ese juego en el fondo de su biblioteca en el orden que tú quieras. Tu mano inicial continuará teniendo una carta menos por cada vez que hagas un mulligan, pero siempre podrás escoger esa mano inicial de entre siete cartas.

### Net Decking
Internet ha jugado un importante papel en el Magic competitivo. Discusiones sobre estrategias y reportes de torneos incluyen frecuentemente un listado de lo que contiene exactamente un mazo y de la descripción de su rendimiento contra otros mazos. Usando un proceso conocido como “Net Decking”, algunos jugadores navegan la internet en busca de esta información y arman un mazo (sin siquiera, tal vez, haberlo jugado nunca antes) conteniendo las mismas, o muy similares, cartas, dependiendo de, esta forma, de la destreza y la experiencia de otros jugadores. Si bien esta técnica es a menudo una muy buena opción, no es seguro de que el mazo (por más que sea exactamente el mismo) repita su éxito pasado. El jugador podría ser inexperto, podría no estar familiarizado con el funcionamiento del mazo o podría, simplemente, jugar en un metagame en el cual, el mazo que se armó es ineficaz y/o contra el cual los otros mazos están preparados.
Hoy en día armarse mazos directamente de Internet es una técnica muy extendida (debido a la proliferación de sitios dedicados especialmente a publicar mazos y reportes de torneos) y utilizada por toda clase de jugadores, aunque es cierto también, que la mayoría de estos prueba el mazo en Internet antes de armárselo en la realidad.

### Retirada de cartas
Tras la muerte de George Floyd, la compañía anuncia la retirada de una serie de cartas por considerarlas racistas, así como la revisión de todas las cartas del juego para tomar las mismas medidas. Dicha decisión fue muy criticada por la comunidad internacional de jugadores, oponiéndose a cualquier tipo de censura. Por otro lado, las cartas censuradas se revalorizaon en el mercado secundario, pasando en algunos casos del precio de 4€ a 100€ en menos de 24 horas y agotándose rápidamente.

## Trama
Una intrincada trama yace tras las cartas lanzadas en cada expansión y es mostrada en el diseño y en el "texto de ambientación" de cada una de las cartas, así como en las novelas y antologías publicadas por Wizards of the Coast (y formalmente por HarperPrism). Esta trama toma lugar en el multiverso de Magic, originalmente llamado "Dominia" pero que cambió para evitar confusión con Dominaria, y multiverso que consiste en un número infinito de planos. Los objetos o personajes de la trama aparecen como cartas "Legendarias" en las diversas expansiones, cartas de las que solo puede haber una en el campo de batalla a la vez.
Las barajas de expansión que van desde Antiquities hasta Azote (con la excepción de Tierras natales) son barajas ambientadas en el plano de Dominaria y conforman una línea temporal aproximadamente cronológica de la historia de ese plano (con la sola excepción del Bloque de la Saga de Urza). Los personajes frecuentes incluían a Urza y a su hermano Mishra.
Las barajas desde Vientoligero hasta Apocalipsis siguen en particular la historia de la tripulación del Vientoligero, aliados de Urza contra Yawgmoth, así como la lucha final de Dominaria con pirexia. Magic comenzó a aventurarse fuera de Dominaria y entrar en variados otros planos, tales como Mirrodin (un mundo hecho de metal creado por el Golem planeswalker Karn, en el cual su primer trama se centraba en el derrocamiento del loco guardián mernach que lleno el plano con seres orgánicos de otros mundos en busca de convertirse en un dios), Kamigawa(un mundo que recuerda mucho al Japón feudal, cual trama gira alrededor de una guerra que surgió entre sus dioses y los mortales, y que además cronológicamente se ubica más atrás que la saga de urza), y Ravnica (un plano donde básicamente el paisaje natural y la civilización se ha fundido completamente formando una mega metrópolis gobernada por diez gremios, su primer trama central se centra en el conflicto de poderes entre ellos lo que conllevara a la ruptura de un pacto de no agresión de un milenio). La trama de Magic retornó a Dominaria con el bloque de Espiral del tiempo, y visitó a Lorwyn con el bloque de Lorwyn, el bloque de Páramo Sombrío, es la baraja ambientada en el plano de Páramo Sombrío, el inverso oscuro de Lorwyn. En el bloque de Alara se exploró los cinco diferentes planos resultantes de la fragmentación del plano Alara y su restauración como la nueva Alara en donde se empieza a introducir la trama de los nuevos planeswalkers. En el bloque de Zendikar se explora un indomable plano lleno de tesoros y peligros, que además es la cárcel de los Eldrazi, una especie de criaturas procedentes de otra dimensión incomprensible y que resulta la más peligrosa del universo de Magic. En el ciclo de cicatrices de Mirrodin se regresa al plano de metal, donde resurgen la civilización maligna de pirexia y el retorno del creador de Mirrodin Karn. En Innistrad, se explora un plano donde las peores pesadillas de los humanos son más que reales. En el ciclo de retorno de ravnica, volvemos al plano metrópolis, donde la pelea entre los gremios se ha intensificado. En theros nos adentramos en un plano que recuerda a la antigua mitología griega donde, héroes y monstruos pelean sin cuartel y los antiguos Dioses dominan el mundo. En Tarkir exploramos las dos líneas temporales de este mundo, una en la que los dragones fueron extinguidos por cinco clanes guerreros, siendo la tumba del planeswalker Ugin, y otra en la que los dragones gobiernan el mundo y  el planeswalker Ugin despierta de un largo letargo, cuya intervención será importante en el futuro de otros mundos. 
Desde la expansión "Magic: Orígenes", se da a conocer a más detalle el pasado de cinco planeswalker en particular (Gideon Jura, Jace Beleren, Liliana Vess, Chandra Nalaar, y Nissa Revane), quienes tendrán más protagonismo en futuras historias. En los bloques, "batalla por Zendikar" y "sombras sobre Innistrad" se regresa a dos planos conocidos ambos al borde del apocalipsis, en el primero los titanes Eldrazis Ulamog y Kozilek están a punto de arrasar con el plano pero son detenidos por un equipo de planeswalker y los últimos sobrevivientes de ese mundo; por el otro lado Innistrad, un mundo oscuro y siniestro que había encontrado un respiro y una paz que parecía perdurar por la presencia de su guardiana Avacyn ve un atroz revés cuando ella y los demás ángeles caen en la locura y están dispuestos a erradicar toda vida del plano, pero tras su locura hay un mal peor, la llegada del último titán Eldrazi, Emrakul, cuya presencia corrompe la vida desde sus entrañas. En el bloque Kaladesh vemos con mayor profundidad y detalle el plano de original de la planeswalker chandra, donde la ciencia, la tecnología, el artificio y una sutil tiranía ha suplantado casi por completo la magia, y las tensiones de una revolución florecen en medio de una feria de inventores, pues el planeswalker Tezzeret subordinado de Nicol Bolas está haciendo su trabajo sucio en aquel plano lo que conllevara a los guardianes con un nuevo miembro (Ajani Goldmane) pasen a su siguiente misión. En el bloque de Amonkhet siguiendo la pista de Tezzeret los guardianes se adentran en el plano del mismo nombre que es un mundo que recuerda mucho al antiguo Egipto, donde cinco dioses someten a sus habitantes vivos a pruebas para buscar a los que sean dignos a servir al dios Faraón quien no es otro que el oscuro dragón Nicol Bolas quien corrompió aquel mundo, desviando el propósito de los dioses y sus habitantes para formarse un ejército de muertos vivientes mejorados con un embalsamamiento especial, cuando los habitantes se dieron cuenta de la verdad tres monstruosos dioses, y Nicol Bolas empezaron destruir lo que no le servía del plano, incluyendo a los dioses mismos. Los sobrevivientes de la masacre (incluyendo la diosa Hazoret) se adentraron al desierto como última esperanza de supervivencia, en esta ocasión el Gatewatch sufriría una derrota a manos del dragón.
Además que en el transcurso del Bloque de Alara hasta ahora, se han lanzado libros y cómics que narran y desarrollan la trama de los nuevos planeswalkers, aunque los libros lanzados después del ciclo de Lorwyn se centran más en los propios Planeswalker que un plano específico.
En cuanto a la novelas sobre el plano del bloque en turno solo se lanza una novela. De igual forma los cómics se centran principalmente en los planeswalkers.

## Arte
Cada Carta tiene una ilustración que representa el espíritu (o flavor = sabor) de la carta, muchas veces representando el ambiente de las expansión para la cual la carta fue diseñada. Buena parte del arte inicial de Magic's fue ordenado con poca dirección específica o ideas de cohesión visual. sin embargo, después de algunos años de envíos que mostraban seres con alas para criaturas sin habilidad de vuelo, o personajes múltiples en el arte de lo que tenía intención de ser una criatura simple, el equipo de dirección artística decidió imponer algunas reglas para que la visión artística estuviera mejor alineada el diseño y desarrollo de las cartas. Cada bloque de cartas tiene su propio estilo con escenas y descripciones de las razas y lugares que juegan un rol principal en el universo de juego de Magic.
Algunas ediciones al principio experimentaron con arte diferente para la misma carta. Sin embargo, Wizards of the Coast pensó que esto impedía el reconocimiento inmediato de una carta a simple vista, y causaba confusión. Consecuentemente, el arte alterno se usa con parsimonia actualmente y sobre todo para cartas promocionales. Con esto dicho, cuando las cartas viejas son reimpresas en nuevas ediciones, Wizards ha asegurado que serán impresas con nuevo arte, para hacerlas más valiosas desde el punto de vista de la colección. Un buen ejemplo es una carta que lleva saliendo en distintas imágenes desde 1995 hasta el 2011, la Bola de Fuego.
Desde 1995, el derecho de autor de todo el arte es transferido a Wizards of the Coast cuando se firma el contrato de adquisición. Sin embargo, al artista se le permite vender la pieza original y las copias impresas de la misma, y para los artistas importantes de Magic, esto se convierte en una fuente de ingreso lucrativa.
Mientras Magic se expandió a lo largo del planeta, su arte tuvo que adaptarse a su público ahora internacional. El arte ha sido editado o reemplazado para cumplir con estándares gubernamentales. Por ejemplo, la aparición de esqueletos y casi todos los no-muertos en el arte está prohibido por el Gobierno de la República Popular de China.

## Película
En 2012, la película independiente Tap: El Juego de Max se estrenó no comercialmente en línea. La película independiente acerca de Magic: el encuentro se filmó en República Checa como un proyecto en solitario, y no fue patrocinada ni por Wizards of the Coast ni por Hasbro.

## Videojuegos
Desde 1997 se han desarrollado varios videojuegos para prácticamente todas las plataformas, adoptando distintos tipos de jugabilidad. Actualmente está abierto el plazo de inscripción para la beta privada de Magic Legends, cuyo lanzamiento está previsto para 2021. Esta es la lista completa de juegos digitales de Magic:
- Magic: The Gathering
- Magic: The Gathering: BattleMage
- Magic: The Gathering: Armageddon
- Magic: The Gathering (Sega)
- Magic: The Gathering Interactive Encyclopedia
- Magic: The Gathering Online
- Magic: The Gathering – Battlegrounds
- Magic: The Gathering: Duels of the Planeswalkers
- Magic: The Gathering - Tactics
- Magic: The Gathering – Duels of the Planeswalkers 2012
- Magic: The Gathering – Duels of the Planeswalkers 2013
- Magic: The Gathering – Duels of the Planeswalkers 2014
- Magic: The Gathering – Duels of the Planeswalkers 2015
- Magic Duels
- Magic: The Gathering Arena (2017)
- Magic: Legends (2021)